# 伊藤博之 (建築家)
伊藤 博之（いとう ひろゆき、1970年〈昭和45年〉12月27日 - ）は、日本の建築家。伊藤博之建築設計事務所を主宰。工学院大学建築学部教授。

## 人物
1970年埼玉県生まれ。1989年に私立武蔵高校を卒業。その後、1993年に東京大学工学部建築学科を卒業し、1995年に東京大学大学院修士課程を修了、日建設計勤務。
1998年にO.F.D.A.共同設立。1999年に伊藤博之建築設計事務所を設立。2019年より工学院大学建築学部教授。

## 受賞歴
- 2019年 – 日本建築学会作品選奨「辰巳アパートメントハウス」[2]
- 2022年 – 2022 グッドデザイン賞 BEST 100「Prism Inn Ogu」[3]
- 2024年 – 2024 グッドデザイン金賞「天神町place」[4]
- 2024年 – 2024年日本建築学会作品選奨「三組坂flat」[5]
- 2025年 – JIA優秀建築賞2024「天神町place」[6]
- 2025年 – 2025年日本建築学会賞「天神町place」[7]